# Viviane Romance
Pour les articles homonymes, voir Romance.
Pauline Arlette Ortmans dite Viviane Romance, née le 4 juillet 1912 à Roubaix (Nord) et morte le 25 septembre 1991 à Nice (Alpes-Maritimes), est une actrice française.
Elle a mis son tempérament et son physique au service de rôles qui ont fait d'elle la vamp par excellence du cinéma français des années 1930 et 1940.

## Biographie
Viviane Romance débute à 13 ans comme danseuse au théâtre Sarah-Bernhardt. À 14 ans, elle rejoint la troupe du Moulin Rouge. Elle se fait remarquer quand on raconte qu'elle a giflé – ou tiré par les cheveux – Mistinguett, qui avait eu le malheur de lui parler un peu rudement. Elle part alors danser le French cancan au Bal Tabarin. À 16 ans, elle passe à l'opérette et au théâtre de boulevard. Élue Miss Paris à l'âge de 18 ans, elle provoque un nouveau scandale quand on apprend qu'elle est enceinte. Déchue de son titre, elle gagne en échange une notoriété non négligeable.

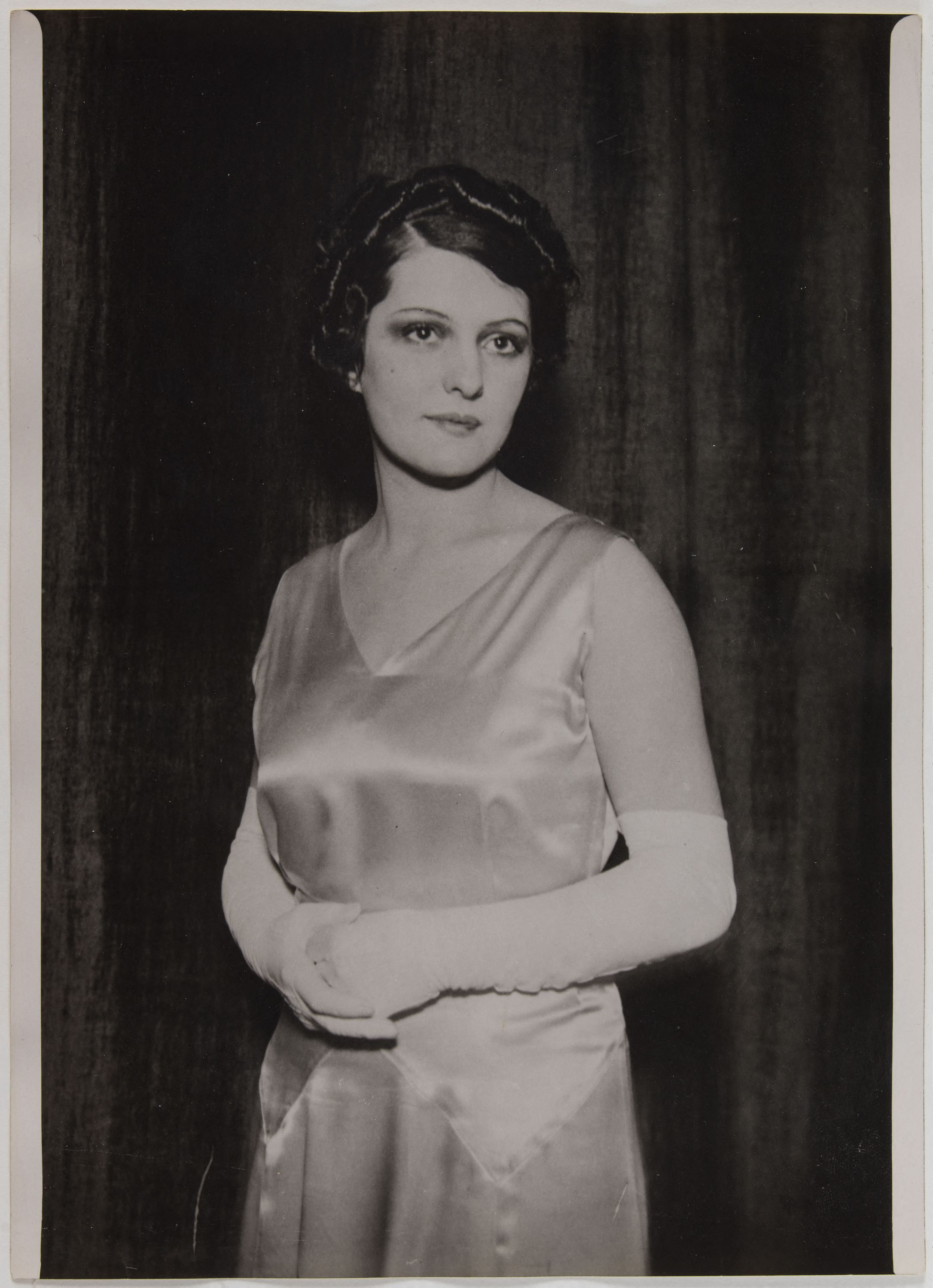
Viviane Romance lors de Miss Paris en 1931.

À partir de 1931, elle apparaît au cinéma dans des petits rôles et se fait remarquer pour la première fois dans Princesse Tam Tam, en 1935. Puis elle figure fugitivement en danseuse de cabaret dans Liliom de Fritz Lang et rencontre Julien Duvivier, qui la fait apparaître à son tour dans La Bandera. L'année suivante, elle impose son rôle et ses formes dans la Belle Équipe, en femme fatale détruisant l'amitié de deux tenanciers de guinguette, Jean Gabin et Charles Vanel. Le succès du film lui ouvre les portes d'une carrière de garce, de prostituée et de vamp, entre autres. Les triomphes se succèdent ensuite, Naples au baiser de feu (1937), l'Étrange Monsieur Victor (1937), la Maison du Maltais (1938), Gibraltar (1938), etc.
Au box-office des films d'avant-guerre, elle dépasse Michèle Morgan et Danielle Darrieux. Elle refuse néanmoins un contrat proposé par Hollywood dans les années 1930, et joue dans plusieurs films en Italie, où elle résida un temps.
En 1941, elle joue dans Vénus aveugle d'Abel Gance, une tentative courageuse de s'éloigner de ses rôles habituels, mais qui déconcerte ses fidèles spectateurs. Elle incarnera aussi Carmen de Christian-Jaque (où elle s'essaie à la mise en scène), après le rôle de Reine des Gitans, dans le film Cartacalha. Elle a tenté, entretemps, l'écriture, avec les scénarios du Feu sacré (1941) et de la Boîte aux rêves (1945).
Elle refusa de tourner pour la Continental-Films allemande, mais en 1942, sous la pression du docteur Dietrich, le chef de la Propaganda Abteilung, elle se joint au groupe d'acteurs invités par les Allemands qui visitent les studios cinématographiques de Berlin, aux côtés de Junie Astor, René Dary, Suzy Delair, Danielle Darrieux et Albert Préjean,. À Berlin en août 1943, elle accompagne quelques artistes français dont Loulou Gasté, Raymond Souplex, Édith Piaf, Albert Préjean et pose avec eux devant la porte de Brandebourg, à l'occasion d'un voyage censé promouvoir la chanson française. Elle fut incarcérée plusieurs jours à la Libération, mais ne reçut aucune condamnation et fut libérée avec les excuses du tribunal.
La guerre passée, elle retrouve Julien Duvivier qui lui offre de renouer avec ses succès d'autrefois. Dans Panique de Duvivier, adapté du roman de Georges Simenon, les Fiançailles de M. Hire, elle campe avec talent son rôle de fille perverse. Mais son personnage commence à se démoder. Elle fera encore une belle composition et une participation haute en couleur dans l'Affaire des poisons d'Henri Decoin, où elle incarne la Voisin.
À cette même époque, Viviane devient productrice. En 1949, elle produit le film le plus important de sa carrière, Maya, dont elle est l'interprète principale. Raymond Bernard, le réalisateur, dira d'elle : « Il est très rare qu'une interprète ait réussi à se désincarner jusqu'à pouvoir se laisser complètement habiter par une fiction. Elle va jusqu'à renoncer délibérément aux plus usuels comme aux plus subtils artifices de ce qu'il est convenu d'appeler l'art du comédien ».
Enchaînant ensuite les prestations malencontreuses dans les quelques films qu'elle produit, et dont aucun n'est passé à la postérité, elle retrouve Jean Gabin dans Mélodie en sous-sol, dans un rôle en forme de dernier clin d'œil à toutes ces filles de joie qu'elle incarna à l'écran.
Victime de soucis financiers, elle vend une grande partie de ses biens et se retire à Saint-Jeannet sur la Côte d'Azur. Elle réapparaît en 1961 pour une tournée théâtrale dans plusieurs villes de province, jouant Noix de coco de Marcel Achard. Interrogée à cette occasion par Pierre Desgraupes, pour Cinq colonnes à la une, elle avoue son franc dégoût pour le personnage qu'elle a en partie construit et qu'on lui a fait jouer pendant des années au cinéma.
On la verra une dernière fois à l'écran en 1974, dans un rôle de composition pour Nada de Claude Chabrol.

### Fin de vie et mort
Elle publie un recueil de souvenirs intitulé Romantique à mourir en 1986, et meurt d'un cancer à l'âge de 79 ans le 25 septembre 1991 à Nice. Crématisée, ses cendres sont dispersées dans le parc de son château à La Gaude, sis sur la commune de Saint-Jeannet (Alpes-Maritimes), une ancienne commanderie des Templiers, qu'elle avait rénovée en 1964.

## Vie privée
Viviane Romance a été mariée trois fois : au comédien Georges Flamant de 1937 à 1942, à l'acteur, réalisateur et producteur Clément Duhour de 1944 à 1952, puis au réalisateur et scénariste Jean Josipovici de 1954 à 1956, tous trois étant sans postérité.
De sa liaison en 1930 avec un certain Jean Laporte, elle a eu une fille prénommée Michèle.

## Filmographie

### Cinéma
- 1929 : Paris Girls d'Henry Roussel : une figuration
- 1931 : Mam'zelle Nitouche de Marc Allégret
- 1931 : Il est charmant ou Paris je t'aime de Louis Mercanton
- 1933 : La Dame de chez Maxim's de Alexander Korda
- 1933 : Ciboulette de Claude Autant-Lara : une cocotte
- 1933 : L'Épervier de Marcel L'Herbier
- 1933 : Je te confie ma femme de René Guissart
- 1933 : Justin de Marseille de Maurice Tourneur
- 1934 : Mam'zelle Spahi de Max de Vaucorbeil
- 1934 : Liliom de Fritz Lang : la marchande de cigarettes
- 1934 : Zouzou de Marc Allégret : une jeune fille attablée au bar
- 1934 : L'Auberge du petit dragon de Jean de Limur
- 1934 : N'aimer que toi d'André Berthomieu
- 1935 : La Bandera de Julien Duvivier : la fille de Barcelone
- 1935 : Dédé de René Guissart
- 1935 : Retour au paradis ou Vacances de Serge de Poligny : Suzanne
- 1935 : Marchand d'amour d'Edmond T. Gréville
- 1935 : Les Yeux noirs de Victor Tourjanski
- 1935 : Princesse Tam Tam d'Edmond T. Gréville : Odette, l'amie de Lucie
- 1935 : L'Équipage d'Anatole Litvak : une girl
- 1935 : Monsieur Prosper court métrage de Robert Péguy : la petite femme
- 1935 : La Rosière des halles de Jean de Limur
- 1936 : Une gueule en or de Pierre Colombier
- 1936 : Les Deux Favoris (Marika) de Georg Jacoby et André Hornez : Lionka de Poredi
- 1936 : L'Ange du foyer de Léon Mathot : Chouquette
- 1936 : Deuxième Bureau de Pierre Billon
- 1936 : La Belle Équipe de Julien Duvivier : Gina
- 1937 : Le Puritain de Jeff Musso : Molly
- 1937 : Naples au baiser de feu d'Augusto Genina : Lolita
- 1937 : L'Homme à abattre de Léon Mathot : Hilda
- 1937 : L'Étrange Monsieur Victor de Jean Grémillon : Adrienne Robineau
- 1937 : Le Club des aristocrates de Pierre Colombier : Gloriane
- 1937 : Salonique, nid d'espions (connue aussi sous le titre Mademoiselle Docteur) de Georg Wilhelm Pabst : Gaby
- 1938 : Le Joueur (Der spieler) de Gerhard Lamprecht et Louis Daquin : Blanche du Placet
- 1938 : La Maison du Maltais de Pierre Chenal : Safia
- 1938 : Prisons de femmes de Roger Richebé : Régine
- 1938 : Gibraltar de Fedor Ozep : Mercedes
- 1939 : Angélica ou La Rose de sang de Jean Choux : Angélica
- 1939 : L'Esclave blanche de Marc Sorkin : Mireille
- 1939 : La Tradition de minuit de Roger Richebé : Clara Véry
- 1941 : Vénus aveugle d'Abel Gance : Clarisse
- 1942 : Cartacalha, reine des gitans de Léon Mathot : Cartacalha
- 1942 : Feu sacré de Maurice Cloche : Paulette Vernier
- 1943 : Une femme dans la nuit d'Edmond T. Gréville : Denise Lorin
- 1945 : Carmen de Christian-Jaque : Carmen
- 1945 : La Route du bagne de Léon Mathot : Manon
- 1945 : La Boîte aux rêves d'Yves Allégret et Jean Choux : Nicole Payen-Laurel. Elle est également coscénariste du film.
- 1946 : L'Affaire du collier de la reine de Marcel L'Herbier : Jeanne de la Motte
- 1946 : Panique de Julien Duvivier : Alice
- 1947 : La maison sous la mer d'Henri Calef : Flore
- 1947 : La Colère des dieux de Karel Lamač : Rita/Maria
- 1948 : Le Carrefour des passions (Gli uomini sono némicli) d'Ettore Giannini - Irène Dumesnil
- 1949 : Maya de Raymond Bernard : Bella - Elle est également coproductrice du film.
- 1951 : Passion de Georges Lampin : Marie Charbonnier - Elle est également coproductrice du film.
- 1951 : Au cœur de la Casbah ou Maria Pilar de Pierre Cardinal : Maria Pilar
- 1952 : Les Sept Péchés capitaux d'Yves Allégret : Mme Blanc (sketch La Luxure)
- 1952 : Les femmes sont des anges de Marcel Aboulker : Edmée Clotier
- 1952 : Légion étrangère (Legione straniera) de Basilio Franchina (it)
- 1953 : L'uomo, la bestia e la virtù de Steno : Assunta Perella
- 1954 : La Chair et le Diable de Jean Josipovici : Mylène Valdès - Elle est également coproductrice du film
- 1955 : Le Tournant dangereux de Robert Bibal : Lucienne Courtois
- 1955 : Gueule d'ange de Marcel Blistène : Loïna Gauthier
- 1955 : L'Affaire des poisons d'Henri Decoin : Catherine Deshayes, dite: La Voisin
- 1956 : Pitié pour les vamps de Jean Josipovici : Flora Davis - Elle est également coproductrice du film.
- 1956 : L'inspecteur connaît la musique de Jean Josipovici : Muriel Vincent- Elle est également coproductrice du film.
- 1961 : Pelusa (es) de Javier Setó
- 1962 : Mélodie en sous-sol d'Henri Verneuil : Ginette
- 1974 : Nada de Claude Chabrol : madame Gabrielle

### Télévision
- 1964 : Le Mystère de Choisy de Stellio Lorenzi
- 1972 : La Dame aux camélias de Pierre Cardinal : Prudence
- 1973 : Du plomb dans la tête (série télé) de Roger Dallier : Germaine Fuselier
- 1973 : L'Éloignement (série télé) de Jean-Pierre Desagnat : Rina

## Théâtre
- 1961 : Noix de coco de Marcel Achard, mise en scène Jean Meyer, Théâtre des Célestins

## Publication
- Romantique à mourir, Vertiges du Nord/Carrère, Paris, 1986, 189 p.  (ISBN 9782868043481)